# Marc Frossard
Marc Frossard (* 29. August 1997 in Lausanne) ist ein ehemaliger Schweizer Bahnradsportler und Eishockeyspieler.

## Sportliche Laufbahn
Ab 2009 war Marc Frossard beim EHC Biel als Eishockeyspieler aktiv, 2013/14 beim HC Neuchâtel-Futur und zuletzt beim HC Ajoie. Ab 2014 gehörte er zum Junioren-Kader der Schweizer Eishockeynationalmannschaft. Zu dieser Zeit war Frossard Hobby-Radsportler. Als er die Lust am Eishockey verlor, sattelte er auf den Radsport um. Aufgrund seines Trainings als Eishockeyspieler war er recht schnell konkurrenzfähig.
Im Juli 2015 bestritt Frossard sein erstes Rennen als Bahnradsportler auf der Offenen Rennbahn Oerlikon in Zürich. 2016 wurde er Dritter der Schweizer Meisterschaft im Sprint, im Jahr darauf wurde er nationaler Meister in dieser Disziplin. 2018 und 2019 wurde er jeweils dreifacher Schweizer Meister in Sprint, Keirin und 1000-Meter-Zeitfahren.
Anfang Juni 2020 gab Marc Frossard seinen Rücktritt vom Leistungsradsport wegen anhaltender Rückenprobleme bekannt. Zudem arbeite er neben dem Radsport in Teilzeit und sehe keine Chance, Anschluss an die internationale Spitze zu erhalten.

## Erfolge
2017
- Schweizer Meister – Sprint

2018
- Schweizer Meister – Sprint, Keirin, 1000-Meter-Zeitfahren

2019
- Schweizer Meister – Sprint, Keirin, 1000-Meter-Zeitfahren